# Zwei Wochen in einer anderen Stadt
Zwei Wochen in einer anderen Stadt ist ein US-amerikanischer Spielfilm aus dem Jahr 1962. Er basiert auf dem gleichnamigen Roman von Irwin Shaw.

## Handlung
Jack Andrus war einst ein Hollywood-Star. Als sein Ruhm verblasste, verfiel er dem Alkohol. Seine Ehe scheiterte. Nach einem schweren Autounfall und einem Nervenzusammenbruch verbrachte er drei Jahre in einem Sanatorium in Neuengland. Schließlich erhält er ein Angebot für eine kleine Rolle in einem Kostümfilm von Maurice Kruger. Kruger war einst der Regisseur, dem Jack seine große Karriere zu verdanken hatte. Die Dreharbeiten finden in Roms Filmstudio Cinecittà statt. Auch Maurice Kruger hat allerdings seine besten Zeiten als Regisseur bereits hinter sich. In Italien möchte er seine Karriere wieder auffrischen.
In Rom trifft Jack seine geschiedene Ehefrau Carlotta und erfährt, dass seine Rolle bereits vergeben ist. Die gesamte Produktion steckt in großen Schwierigkeiten und Jack soll die Synchronisation des Films überwachen. Jack fühlt sich wieder als Verlierer und tröstet sich mit der hübschen Italienerin Veronica. Veronica ist jedoch in den Hauptdarsteller des Films, Davie Drew, verliebt. Eines Nachts hat Regisseur Kruger einen Herzinfarkt und kommt ins Krankenhaus. Jack verspricht Krugers Ehefrau Clara, dass er für seinen einstigen Mentor die Produktion zu Ende führt. Er stürzt sich mit Erfolg in die Arbeit und bemüht sich väterlich um Veronica und Davie. 
Als Kruger vom positiven Verlauf der Arbeiten Jacks erfährt, attackiert er ihn und bezichtigt ihn, seinen Film stehlen zu wollen. Jack verlässt daraufhin die Produktion und kehrt zu seiner Ex-Frau Carlotta zurück. Die Nacht endet im Vollrausch und einer wilden Autofahrt. Schließlich erkennt Jack, dass er selbst für sein Leben verantwortlich ist. Er verabschiedet sich von Veronica und Davie und fliegt nach Hollywood.

## Hintergrund
Der Film wurde in Rom gedreht. Es wurden Szenen aus dem Film Stadt der Illusionen verwendet, in dem Kirk Douglas 1952 die Hauptrolle gespielt und Vincente Minnelli Regie geführt hatten.

## Kritiken
„Gefühlvolles Routineprodukt voller Klischees und in einer fahrigen Inszenierung.“